# カッソルノーヴォ
カッソルノーヴォ（伊: Cassolnovo）は、イタリア共和国ロンバルディア州パヴィーア県にある、人口約6,800人の基礎自治体（コムーネ）。

## 地理

### 位置・広がり

#### 隣接コムーネ
隣接するコムーネは以下の通り。括弧内のMIはアレッサンドリア県、NOはノヴァーラ県所属を示す。
- アッビアテグラッソ (MI)
- チェラーノ (NO)
- グラヴェッローナ・ロメッリーナ
- ソッツァーゴ (NO)
- テルドッビアーテ (NO)
- トルナコ (NO)
- ヴィジェーヴァノ

### 気候分類・地震分類
気候分類では、zona E, 2673 GGに分類される。
また、イタリアの地震リスク階級 (it) では、zona 4 (sismicità molto bassa) に分類される
。

## 行政

### 分離集落
カッソルノーヴォには、以下の分離集落（フラツィオーネ）がある。
- Molino del Conte, Villanova, Villareale